# Isak Babelj
Isak Emanuilovič Babelj (rus. Исаак Эммануилович Бабель, Odesa, 1. srpnja 1894. – Butirka, 27. siječnja 1940.) je bio ukrajinski i ruski sovjetski pisac, židovskog podrijetla. U svojim kreativnim književnim djelima vrlo često je znao slikovito opisati svoj rodni grad Odesu.

## Životopis i djela
Rođen je 1894. godine u Odesi. Upamtio je nasilje u svom rodnom gradu za vrijeme masovnog egzodusa Židova iz carske Rusije 1905. godine. Surađivao je s boljševicima za vrijeme Ruske revolucije 1917. u Petrogradu. Kao pripadnik Crvene konjice maršala Budjonoga sudjelovao je u njezinu pohodu na Poljsku 1920. godine. Tridesetih godina, u klimi staljinizma, Babelj je zašutio, a svoju šutnju obrazlagao je na Kongresu sovjetskih književnika 1934. maksimom Banalna riječ je kontrarevolucionarna. Bio je zastupnik na Kongresu za obranu kulture u Parizu 1936. godine. Uhićen je 1939. i optužen za špijunažu. Po Staljinovoj naredbi strijeljan je u moskovskom zatvoru Butirka, 27. siječnja 1940. godine. Vlasti su Babeljovoj udovici priopćili da je umro u nekom sibirskom logoru 1941. godine.
Priče Isaka Babelja opisuju surovu, golu realnost rata, stvarajući tako slike nezamislive svim onima koji nisu proživjeli rat. Poznatije njegovo djelo jest "Crvena konjica". Iako naišlo na otpore režimske kritike zbog desakralizacije rata i deheroizacije vojnika, to je djelo koje se može svrstati u ratnu književnost, ali nikako usporediti s ostalim djelima te vrste književnosti. I sam Šklovskij za Babelja kaže da "jednakom snagom piše o triperima i zvijezdama" baš zbog načina na koji nam Babelj predstavlja Oktobar. "Crvena konjica" ne veliča rat niti ratne heroje, niti te heroje pokušava naći, ona prikazuje surov život (životarenje) običnog čovjeka, pa bilo da je on vojnik ili građanin, seljak. Ono što još treba istaknuti jest način na koji to sam Babelj opisuje. Njegove rijeći kao da su prožete hladnoćom dok opisuje uriniranje po nekom lešu, ubijanje (klanje), silovanje. Kada u jednom djelu knjige kaže da su silovali neku ženu i on ju promatra jer još nikada u životu nije vidio kako izgleda silovana žena, čitatelj može steći dojam kao da se radi o bezosjećajnom "putopiscu" koji je, eto tako, uz put vidio neko silovanje, pa čisto iz radoznalosti promatra kako ono izgleda.